# Candela Sánchez
Candela Sánchez Lora, född 5 december 2003, är en spansk simmare som tävlar i öppet vatten-simning.

## Karriär
Vid junior-VM i öppet vatten-simning 2022 i Mahé tog Sánchez silver på 10 km öppet vatten. Vid EM 2024 i Belgrad tog hon brons på 25 km öppet vatten.